# 新 (プロレスラー)
新（あらた、1998年5月20日 - ）は、日本のプロレスラー。

## 来歴
父親の影響からプロレスに興味を持ち、柔道をしながらプロレスラーを目指した。高校卒業後にDRAGON GATEへ入門。しかしデビューできないまま1年半が経ち退団。地元で働いていたところをJTO代表のTAKAみちのくにスカウトされ入団。
2019年7月8日にヤス・ウラノ&エル・チャンゴ・ハポネス戦（パートナーは黒潮"イケメン"二郎）でデビュー。
2021年1月15日のJTO後楽園大会にて、翔太の持つインディペンデント・ワールド・ジュニアヘビー級王座に挑戦し奪取。初のタイトル獲得となった。続いてイーグルマスクが保持しているマジックボックス管轄のヤングドリーム選手権に挑戦し奪取に成功、二冠王者となる。
2021年夏、株式会社カーベルに入社。
10月、ヤングドリーム選手権の規定により3ヶ月間 防衛戦を行わなかったため返上となった。

## 得意技
- ARTロック
- ARTカッター
- トラースキック

## タイトル歴
- インディペンデントワールド世界ジュニアヘビー級王座（第33代）
- JTOタッグ王座（第4代）（パートナーはカーベル伊藤）

## 入場曲
- ARATA